# Călin Popescu-Tăriceanu
Călin Constantin Anton Popescu Tăriceanu (Bucarest, Romania, 1952) és un polític romanès, que fou Primer Ministre de Romania des del 2004 fins al 2008.

## Biografia
Va graduar-se a l'Institut Tècnic de les Construccions, a Bucarest, és enginyer. Va ser el Ministre d'Indústries (1996-1997). També fou el President del Partit Nacional Liberal (PNL).

### Primer ministre
El 28 de desembre del 2004 va ser nomenat Primer Ministre Romanès amb una coalició de Partit Nacional Liberal (PNL), el Partit Democràtic, la Unió Democràtica dels Hongaresos de Romania (UDMR), i el Partit Humanista Romanès (PUR). En desembre de 2006 el Partit Conservador (PC), nova denominació del PUR, va abandonar el govern en no tirar endavant algunes de les seves propostes, i el govern es va haver de reformar.
Popescu-Tăriceanu deixà el càrrec el 22 de desembre de 2008 perquè el PNL perdé les eleccions legislatives romaneses de 2008 i per la coalició entre el Partit Demòcrata-Liberal i el Partit Socialdemòcrata liderada per Emil Boc després de la renúncia de Theodor Stolojan.

### Després de primer ministre
El 26 de febrer de 2014, Tăriceanu va abandonar el Partit Nacional Liberal (PNL) a causa de la seva intenció d'abandonar la coalició Unió Social Liberal (USL) i l'Aliança dels Liberals i Demòcrates per Europa (ALDE) per unir-se al Partit Popular Europeu (PPE). Un dia després, va anunciar que llançaria un nou partit polític, el Partit Liberal Reformista (PLR), del que va ser elegit president del nou partit. El juny de 2015 el Partit Conservador es va fusionar amb el PLR per formar l'Aliança de Liberals i Demòcrates (ALDE), del què també en va ser nomenat copresident amb el conservador Daniel Constantin, liderant el partit fins a la seva retirada, sent succeït per Daniel Olteanu en el congrés del partit d'abril de 2021.